# Motorola Moto E (seconda generazione)
Il Moto E di 2ª generazione (commercializzato come il New Moto E) è uno smartphone Android sviluppato da Motorola Mobility. Commercializzato il 25 febbraio 2015 è il successore del Moto E messo in commercio nel 2014. Il New Moto E è un dispositivo entry-level per i consumatori che comprano uno smartphone per la prima volta o con budget di spesa. È disponibile in 40 nazioni del mondo.
Motorola ha annunciato che la versione LTE del Moto E riceverà l'aggiornamento ad Android 6.0 "Marshmallow" in alcuni paesi.

## Hardware
Il Moto E di 2ª generazione possiede uno schermo qHD LCD da 4.5 pollici, un processore quad core da 1.2 GHz, 1GB di RAM, una memoria interna da 8GB (5.47 GB accessibili dall'utente) ed uno slot microSD (che supporta l'espansione della memoria interna fino a 32GB). Ha un rivestimento che lo protegge dai leggeri schizzi d'acqua, anche se il telefono stesso non è resistente all'acqua. È disponibile nelle varianti 3G e 4G LTE. La versione 3G ha un SoC Snapdragon 200 mentre la versione 4G LTE un SoC Snapdragon 410.
La fotocamera posteriore è da 5 MP, ma non ha il flash LED; ha anche una fotocamera frontale VGA. Ha una batteria li-ion da 2390 mAh non removibile. Non possiede la notifica LED in quanto utilizza la tecnologia Motorola's Moto Display, è il primo budget phone ad avere questa funzionalità. Il display è un Corning Gorilla Glass 3, che lo rende resistente ai graffi ma non agli urti. Non dispone di un coperchio posteriore rimovibile; gli slot SIM e Micro SD card si trovano sotto una fascia esterna di plastica rimovibile, che Motorola chiama "accent band". Sono disponibili direttamente da motorola a pacchetti da tre; a parte i colori di magazzino nero e bianco, ci sono altri sei colori tra cui scegliere.

## Software
Lo smartphone è stato originariamente commercializzato con Android 5.0.2 "Lollipop", ma successivamente è stato aggiornato ad Android 5.1.1 "Lollipop". La variante 4G del Moto E è stata aggiornata ad Android 6.0 "Marshmallow" nel febbraio 2016.
Motorola aveva promesso che il Moto E sarebbe stato aggiornato alle future versioni di Android. Il telefono non è stato incluso nella lista iniziale dei dispositivi che sarebbero stati aggiornati ad Android 6.0 "Marshmallow". Motorola successivamente ha annunciato che la versione LTE di Moto E avrebbe ricevuto l'aggiornamento in Canada, America Latina, Europa e Asia (ma non in Cina).

## Confronto delle generazioni
|                     | 1ª Gen                  | 2ª Gen                                  |
| ------------------- | ----------------------- | --------------------------------------- |
| Memoria interna     | 4 GB                    | 8 GB                                    |
| Display             | 4.3 pollici             | 4.5 pollici                             |
| Processore          | Snapdragon 200          | 4G - Snapdragon 410 3G - Snapdragon 200 |
| Fotocamera frontale | No                      | Si                                      |
| Flash               | No                      | No                                      |
| Versione Android    | 4.4 KitKat (all'uscita) | 5.0.2 Lollipop (all'uscita)             |
| Batteria removibile | No                      | No                                      |
| Twist to camera     | No                      | Si                                      |

## Modelli
Ci sono due modelli del Moto E di 2ª generazione:
3G - Otus - con Snapdragon 200 
- XT1505 - Globale
- XT1506 - Globale, Dual SIM
- XT1511 - USA

4G/LTE - Surnia - con Snapdragon 410
- XT1514 - Brasile, Dual SIM
- XT1521 - Globale, Dual SIM
- XT1523 - Brasile, Dual Sim, 16 GB
- XT1524 - Globale
- XT1526 - 4G/LTE (CDMA) per Sprint (Sprint Prepaid, Boost, Virgin Mobile), USA
- XT1527 - USA
- XT1528 - 4G/LTE (CDMA) per Verizon Prepaid, USA

## Critica
Ars Technica ha apprezzato il telefono dicendo che è ben costruito, che lo schermo è decente, che ha Android molto simile a quello stock, e che il telefono ha prestazioni decenti ed un'ottima durata della batteria. Mentre non ha apprezzato la fotocamera, la limitata memoria interna, l'assenza dell'NFC per i pagamenti mobile e che il modello da 119$ (il 3G only) non ha alcune delle migliori funzionalità del modello da 149$.